# Francisco Medina Luna
|  | Per a altres significats, vegeu «Piti». |

Francisco Medina Luna, més conegut com a Piti (Reus (Baix Camp), el 26 de maig de 1981), és un exfutbolista professional català que ocupava la posició de davanter. Va ser internacional amb la selecció catalana.
El seu nom es va associar principalment amb el Rayo Vallecano, on va jugar tres temporades i va aconseguir un total de 148 partits i 29 gols a la Lliga, el Reial Saragossa i el Granada CF. Va acumular 164 partits i 34 gols a la Segona Divisió amb el Ciudad de Murcia, l'Hèrcules CF i el Rayo, i va passar diversos anys de la seva carrera posterior a Xipre, Grècia i l'Índia.

## Trajectòria
Comença la seua carrera per diversos equips modestos d'arreu dels Països Catalans: Atlètic Segre, UE Tàrrega i Reus Deportiu. Seria captat pel Reial Saragossa, que l'hi incorporaria al seu equip filial. Tot i això, el davanter debuta a primera divisió amb els aragonesos a la campanya 04/05, encara que jugant només tres partits.
El 2005 deixa el Saragossa i fitxa pel Ciudad de Murcia, de Segona Divisió. A l'equip murcià hi marca 8 gols en 29 partits. A l'any següent canvia Múrcia per Alacant al recalar a l'Hèrcules CF. El reusenc romandria durant dues campanyes al conjunt herculà, en les quals hi seria suplent, a més de cedit al Rayo Vallecano en part de la temporada 06/07.
La temporada 08/09 retorna al Rayo, que havia aconseguit l'ascens a Segona Divisió. Amb els madrilenys, el davanter recupera la titularitat: juga 37 partits i marca 8 gols, decisius per a la permanència dels vallecans.

## Internacional

### Selecció catalana
El 3 de gener de 2013 va disputar amb la selecció catalana el Trofeu Catalunya Internacional 2012,  contra la selecció de Nigèria, un partit disputat a l'Estadi de Cornellà-El Prat, que va acabar en empat a 1.
El 30 de desembre de 2013 va disputar amb la selecció catalana el Trofeu Catalunya Internacional 2013, un partit contra la selecció de Cap Verd, un partit disputat a l'Estadi Olímpic Lluís Companys de Barcelona, que va acabar amb victòria de la selecció catalana per 4 gols a 1.